# Descida livre (esqui)
A descida livre ou downhill é a modalidade de esqui alpino de percurso mais longo e na qual se atingem as velocidades mais elevadas. Exige muita habilidade e resistência devido às duas características referidas. Os pórticos estão separados por uma distância mínima de 8 metros, apenas se efectua uma descida e o vencedor é o mais rápido. Os esquiadores podem chegar a atingir velocidades de cerca de 150 km/h.

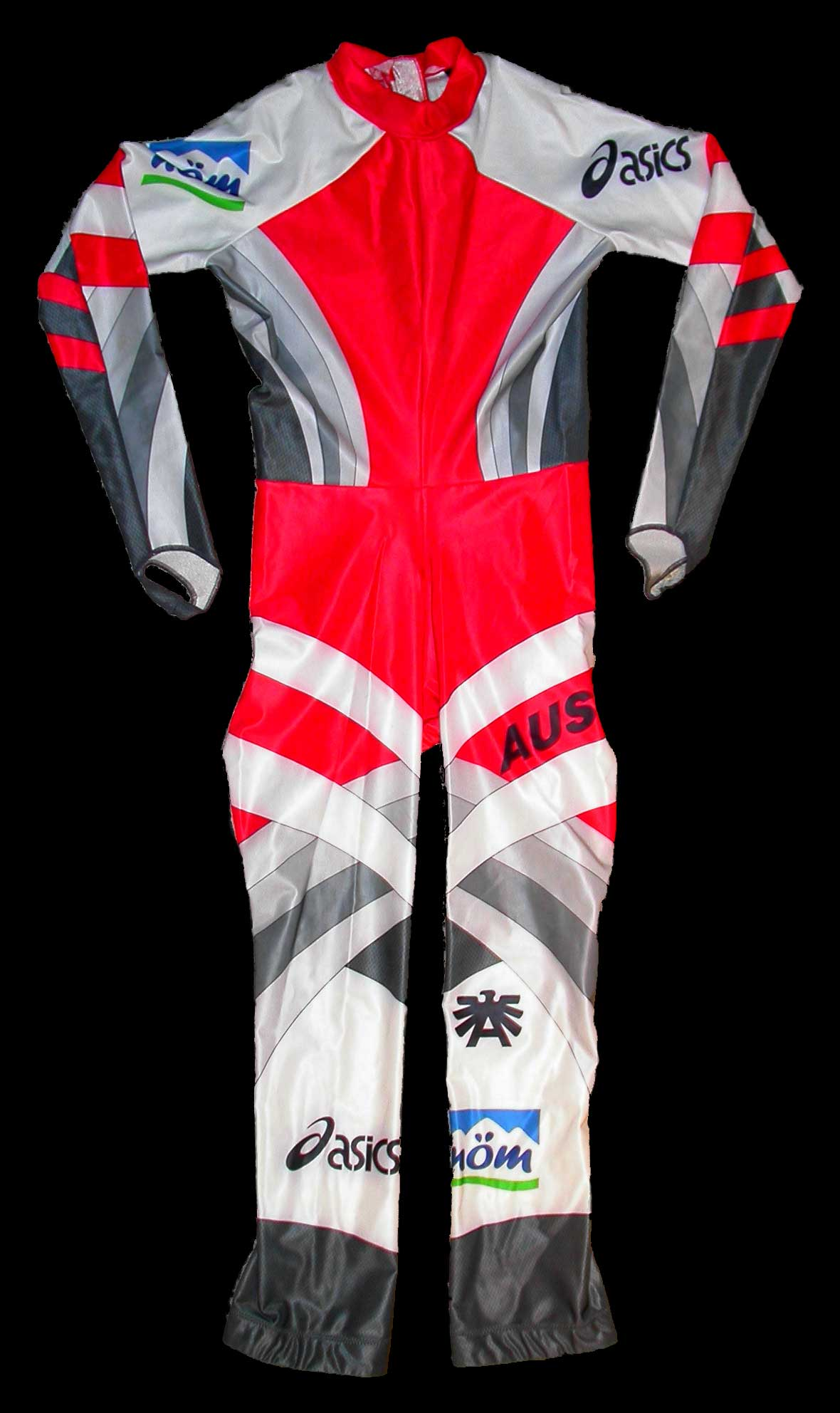
Fato de esqui para provas de descida livre

## Competição
A competição realiza-se em três dias. No primeiro os participantes examinam a pista e o percurso para conhecer as características gerais. No segundo dia os competidores têm direito a fazer uma descida de treino pelo mesmo traçado em que se realizará a competição. No terceiro dia faz-se a competição. Os tempos são habitualmente entre 1:30 (minuto e meio) e 2:30.

### A pista
A pista de descida deve estar homologada pela FIS (Federação Internacional de Esqui) e deve estar completamente cercada para impedir a entrada a qualquer pessoa estranha à competição e garantir a integridade física dos participantes em caso de queda. Desde 2003 (aproximadamente) a FIS obriga os organizadores a "pintar" linhas azuis na neve para guiar os esquiadores e para que possam ver o relevo da pista em zonas com sombra. A neve macia pode ser perigosa pelas possíveis acumulações que pode provocar, e por esta razão os organizadores utilizam produtos químicos ou regam (literalmente) a pista para a endurecer. Os pórticos utilizados são todos da mesma cor (normalmente vermelhos embora possam também ser azuis) e as bandeiras são de maior tamanho que as das outras modalidadess para facilitar a visão dos esquiadores.

## Equipamento
O uso de capacete é obrigatório. Os esquis utilizados devem ter uma medida mínima de 215 cm para homens e 210 cm para mulheres e com um raio de viragem não inferior a 45m. Estes longos esquis caracterizam-se também por ter a espátula menos levantada para serem mais aerodinâmicos. O incumprimento de alguma destas regras implica a desqualificação do competidor. Os batoms utilizados são curvados para que se acoplem melhor ao corpo quando se vai em posição de "ovo" (schuss).